# سیارک ۲۹۱۹۸
سیارک ۲۹۱۹۸ (به انگلیسی: 29198 Weathers، نامگذاری:1991DW) بیست و نه هزار و صد و نود و هشتمین سیارک کشف شده‌است که در ۱۸ فوریه ۱۹۹۱ کشف شد.